# Fidel Martínez
Fidel Martínez (* 15. Februar 1990 in Nueva Lojaos) ist ein ecuadorianischer Fußballspieler, der vorwiegend im Mittelfeld agiert.

## Karriere
Martínez begann seine Profikarriere 2007 beim Independiente del Valle und wechselte anschließend zum brasilianischen Klub Cruzeiro Belo Horizonte.
Anfang 2010 kehrte er in seine Heimat zurück und stand bei der Sociedad Deportivo Quito unter Vertrag, mit der er 2011 die Landesmeisterschaft gewann.
2012 unterschrieb er beim mexikanischen Club Tijuana, mit dem er auf Anhieb die mexikanische Meisterschaft in der Apertura 2012 gewann.
Martínez mit wurde 2020 mit 8 Toren für den Barcelona Sporting Club Torschützenkönig der Copa Libertadores.

## Nationalmannschaft
Sein Debüt für die ecuadorianische Nationalmannschaft feierte er am 15. Oktober 2013 in einem WM-Qualifikationsspiel gegen Chile, das 1:2 verloren wurde. Martínez gehört zum WM-Aufgebot 2014 seines Heimatlandes.

## Erfolge
- Ecuadorianischer Meister: 2011
- Mexikanischer Meister: Apertura 2012